# Giuseppe Balducci
Giuseppe Balducci (2. května 1796 Jesi – 1845? Málaga) byl italský hudební skladatel.

## Život
Giuseppe Balducci projevoval od dětství hudební nadání. V 17 letech založil amatérský orchestr s nímž prováděl části tehdy populárních oper Simona Mayra a Ferdinanda Paera. Byl nejen dirigentem, ale také první tenorem souboru. V roce 1817 odešel do Neapole, aby se vyhnul souboji.
V Neapoli byl žákem na Giacoma Tritta a Niccolò Antonia Zingarelliho. Živil se jako učitel hudby a založil další orchestr, který se skládal výhradně z vlastních žáků. Spřátelil se s rodinou Capece Minutolo, která v jeho životě sehrála významnou roli. Tři dcery Raimonda a Matildy della Sonora Capece Minutolo (Paolina, Adelaide a Clotilde) byly Balducciho žačkami. Pro ně napsal své salonní opery, které byly určeny pro provedení v rodinném kruhu. V roce 1830 se salon rodiny stal významným hudebním salonem Neapole.
Když Raimond Capece Minutolo v roce 1827 zemřel, stal se Balducci jakýmsi manažerem a finančním poradcem rodiny. Ve čtyřicátých letech onemocněl a v roce 1845 zemřel v Malaze během cesty na ozdravný pobyt do Španělska.

## Dílo

### Opery
- Le nozze di Don Desiderio, melodramma per musica (1823)
- Tazia, dramma (1826)
- Bianca Turenga. melodramma (1838)

### Salonní opery
- Boabdil – Re di Granata opera seria (1827)
- I gelosi (1834)
- Il noce di Benevento, (1837)
- Il Conte di Marsico, melodramma (1839)

Tyto opery byly v moderní době provedeny v letech 2006–2016 na festivalu Rossini in Wildbad v lázních Bad Wildbad.